# Società Sportiva Sambenedettese 1977-1978
Questa voce raccoglie le informazioni riguardanti la Società Sportiva Sambenedettese nelle competizioni ufficiali della stagione 1977-1978.

## Rosa

Una formazione in campo con la seconda divisa bianca

| N. |                   | Ruolo | Calciatore         |
| -- | ----------------- | ----- | ------------------ |
|    | Italia (bandiera) | D     | Mauro Agretti      |
|    | Italia (bandiera) | D     | Antonio Bogoni     |
|    | Italia (bandiera) | A     | Ferdinando Bozzi   |
|    | Italia (bandiera) | P     | Carlo Carnelutti   |
|    | Italia (bandiera) | C     | Otello Catania     |
|    | Italia (bandiera) | D     | Franco Catto       |
|    | Italia (bandiera) | C     | Silvino Chiappara  |
|    | Italia (bandiera) | A     | Francesco Chimenti |
|    | Italia (bandiera) | D     | Glauco Cozzi       |

| N. |                   | Ruolo | Calciatore         |
| -- | ----------------- | ----- | ------------------ |
|    | Italia (bandiera) | D     | Paolo De Giovanni  |
|    | Italia (bandiera) | C     | Pier Luigi Giani   |
|    | Italia (bandiera) | C     | Francesco Guidolin |
|    | Italia (bandiera) | D     | Mauro Melotti      |
|    | Italia (bandiera) | C     | Carlo Odorizzi     |
|    | Italia (bandiera) | P     | Antonio Pigino     |
|    | Italia (bandiera) | D     | Luigi Podestà      |
|    | Italia (bandiera) | A     | Nicola Traini      |
|    | Italia (bandiera) | C     | Giuseppe Valà      |

## Risultati

### Serie B

#### Girone di andata
| 11 settembre 1977 1ª giornata | Sambenedettese | 1 – 1 | Bari |  |

| 18 settembre 1977 2ª giornata | Cagliari | 0 – 0 | Sambenedettese |  |

| 25 settembre 1977 3ª giornata | Sambenedettese | 0 – 1 | Cremonese |  |

| 2 ottobre 1977 4ª giornata | Modena | 1 – 1 | Sambenedettese |  |

| 9 ottobre 1977 5ª giornata | Sambenedettese | 2 – 0 | Lecce |  |

| 16 ottobre 1977 6ª giornata | Cesena | 0 – 0 | Sambenedettese |  |

| 23 ottobre 1977 7ª giornata | Sambenedettese | 1 – 0 | Catanzaro |  |

| 30 ottobre 1977 8ª giornata | Ascoli | 2 – 1 | Sambenedettese |  |

| 10 dicembre 1967 9ª giornata | Sambenedettese | 2 – 1 | Palermo |  |

| 13 novembre 1977 10ª giornata | Monza | 0 – 0 | Sambenedettese |  |

| 20 novembre 1977 11ª giornata | Sambenedettese | 0 – 1 | Brescia |  |

| 27 novembre 1977 12ª giornata | Sambenedettese | 1 – 0 | Ternana |  |

| 4 dicembre 1977 13ª giornata | Taranto | 2 – 0 | Sambenedettese |  |

| 11 dicembre 1977 14ª giornata | Sambenedettese | 2 – 2 | Como |  |

| 18 dicembre 1977 15ª giornata | Sampdoria | 1 – 0 | Sambenedettese |  |

| 31 dicembre 1977 16ª giornata | Sambenedettese | 3 – 1 | Pistoiese |  |

| 8 gennaio 1978 17ª giornata | Avellino | 2 – 1 | Sambenedettese |  |

| 15 gennaio 1978 18ª giornata | Sambenedettese | 1 – 0 | Varese |  |

| 22 gennaio 1978 19ª giornata | Rimini | 0 – 0 | Sambenedettese |  |

#### Girone di ritorno
| 29 gennaio 1978 20ª giornata | Bari | 2 – 0 | Sambenedettese |  |

| 5 febbraio 1978 21ª giornata | Sambenedettese | 1 – 0 | Cagliari |  |

| 12 febbraio 1978 22ª giornata | Cremonese | 0 – 0 | Sambenedettese |  |

| 19 febbraio 1978 23ª giornata | Sambenedettese | 5 – 0 | Modena |  |

| 26 febbraio 1978 24ª giornata | Lecce | 2 – 1 | Sambenedettese |  |

| 5 marzo 1978 25ª giornata | Sambenedettese | 1 – 1 | Cesena |  |

| 12 marzo 1978 26ª giornata | Catanzaro | 3 – 1 | Sambenedettese |  |

| 26 marzo 1978 27ª giornata | Sambenedettese | 0 – 0 | Ascoli |  |

| 2 aprile 1978 28ª giornata | Palermo | 0 – 0 | Sambenedettese |  |

| 9 aprile 1978 29ª giornata | Sambenedettese | 0 – 0 | Monza |  |

| 16 aprile 1978 30ª giornata | Brescia | 0 – 1 | Sambenedettese |  |

| 23 aprile 1978 31ª giornata | Ternana | 0 – 1 | Sambenedettese |  |

| 30 aprile 1978 32ª giornata | Sambenedettese | 0 – 0 | Taranto |  |

| 7 maggio 1978 33ª giornata | Como | 0 – 2 | Sambenedettese |  |

| 14 maggio 1978 34ª giornata | Sambenedettese | 0 – 0 | Sampdoria |  |

| 21 maggio 1978 35ª giornata | Pistoiese | 2 – 0 | Sambenedettese |  |

| 28 maggio 1978 36ª giornata | Sambenedettese | 0 – 2 | Avellino |  |

| 4 giugno 1978 37ª giornata | Varese | 0 – 0 | Sambenedettese |  |

| 11 giugno 1978 38ª giornata | Sambenedettese | 1 – 1 | Rimini |  |

## Statistiche

### Statistiche di squadra
| Competizione | Punti | In casa | In casa | In casa | In casa | In casa | In casa | In trasferta | In trasferta | In trasferta | In trasferta | In trasferta | In trasferta | Totale | Totale | Totale | Totale | Totale | Totale | DR |
| Competizione | Punti | G       | V       | N       | P       | Gf      | Gs      | G            | V            | N            | P            | Gf           | Gs           | G      | V      | N      | P      | Gf     | Gs     | DR |
| ------------ | ----- | ------- | ------- | ------- | ------- | ------- | ------- | ------------ | ------------ | ------------ | ------------ | ------------ | ------------ | ------ | ------ | ------ | ------ | ------ | ------ | -- |
| Serie B      | 38    | 19      | 8       | 8       | 3       | 21      | 11      | 19           | 3            | 8            | 8            | 9            | 17           | 38     | 11     | 16     | 11     | 30     | 28     | +2 |
| Coppa Italia | 2     | 2       | 0       | 0       | 2       | 0       | 3       | 2            | 1            | 0            | 1            | 6            | 6            | 4      | 1      | 0      | 3      | 6      | 9      | -3 |
| Totale       |       | 21      | 8       | 8       | 5       | 21      | 14      | 21           | 4            | 8            | 9            | 15           | 23           | 42     | 12     | 16     | 14     | 36     | 37     | -1 |

### Statistiche dei giocatori
| Giocatore      | Serie B  | Serie B | Serie B     | Serie B    | Coppa Italia | Coppa Italia | Coppa Italia | Coppa Italia | Totale   | Totale | Totale      | Totale     |
| Giocatore      | Presenze | Reti    | Ammonizioni | Espulsioni | Presenze     | Reti         | Ammonizioni  | Espulsioni   | Presenze | Reti   | Ammonizioni | Espulsioni |
| -------------- | -------- | ------- | ----------- | ---------- | ------------ | ------------ | ------------ | ------------ | -------- | ------ | ----------- | ---------- |
| M. Agretti     | 28       | 0       | ?           | ?          | ?            | ?            | ?            | ?            | 28+      | 0+     | ?           | ?          |
| A. Bogoni      | 20       | 0       | ?           | ?          | ?            | ?            | ?            | ?            | 20+      | 0+     | ?           | ?          |
| F. Bozzi       | 31       | 6       | ?           | ?          | ?            | ?            | ?            | ?            | 31+      | 6+     | ?           | ?          |
| C. Carnelutti  | 1        | 0       | ?           | ?          | ?            | ?            | ?            | ?            | 1+       | 0+     | ?           | ?          |
| O. Catania     | 23       | 2       | ?           | ?          | ?            | ?            | ?            | ?            | 23+      | 2+     | ?           | ?          |
| F. Catto       | 30       | 0       | ?           | ?          | ?            | ?            | ?            | ?            | 30+      | 0+     | ?           | ?          |
| S. Chiappara   | 3        | 0       | ?           | ?          | ?            | ?            | ?            | ?            | 3+       | 0+     | ?           | ?          |
| F. Chimenti    | 34       | 10      | ?           | ?          | ?            | ?            | ?            | ?            | 34+      | 10+    | ?           | ?          |
| G. Cozzi       | 2        | 0       | ?           | ?          | ?            | ?            | ?            | ?            | 2+       | 0+     | ?           | ?          |
| P. De Giovanni | 27       | 0       | ?           | ?          | ?            | ?            | ?            | ?            | 27+      | 0+     | ?           | ?          |
| P. Giani       | 35       | 5       | ?           | ?          | ?            | ?            | ?            | ?            | 35+      | 5+     | ?           | ?          |
| F. Guidolin    | 35       | 3       | ?           | ?          | ?            | ?            | ?            | ?            | 35+      | 3+     | ?           | ?          |
| M. Melotti     | 37       | 0       | ?           | ?          | ?            | ?            | ?            | ?            | 37+      | 0+     | ?           | ?          |
| C. Odorizzi    | 36       | 1       | ?           | ?          | ?            | ?            | ?            | ?            | 36+      | 1+     | ?           | ?          |
| A. Pigino      | 38       | -28     | ?           | ?          | ?            | ?            | ?            | ?            | 38+      | -28+   | ?           | ?          |
| L. Podestà     | 15       | 0       | ?           | ?          | ?            | ?            | ?            | ?            | 15+      | 0+     | ?           | ?          |
| N. Traini      | 22       | 1       | ?           | ?          | ?            | ?            | ?            | ?            | 22+      | 1+     | ?           | ?          |
| G. Valà        | 31       | 1       | ?           | ?          | ?            | ?            | ?            | ?            | 31+      | 1+     | ?           | ?          |